# Panamá en los Juegos Olímpicos de Londres 1948
Panamá estuvo representado en los Juegos Olímpicos de Londres 1948 por un deportista masculino que compitió en atletismo.

## Medallistas
El equipo olímpico panameño obtuvo las siguientes medallas:
| Nombre        | Deporte   | Competición |
| ------------- | --------- | ----------- |
| Oro           |           |             |
| —             |           |             |
| Plata         |           |             |
| —             |           |             |
| Bronce        |           |             |
| Lloyd LaBeach | Atletismo | 100 m M     |
| Lloyd LaBeach | Atletismo | 200 m M     |